# Francisco Márquez (Sonora)
Francisco Márquez es una ranchería del municipio de Guaymas ubicada en el sur del estado mexicano de Sonora, en la zona del valle del Yaqui. Según los datos del Censo de Población y Vivienda realizado en 2010 por el Instituto Nacional de Estadística y Geografía (INEGI), Francisco Márquez tiene un total de 670 habitantes.

## Geografía
Francisco Márquez se sitúa en las coordenadas geográficas 28°9′29″ de latitud norte y 110°35′24″ de longitud oeste del meridiano de Greenwich, a una elevación de 91 metros sobre el nivel del mar.